# La Balme-d’Épy
La Balme-d’Épy – miejscowość i dawna gmina we Francji, w regionie Burgundia-Franche-Comté, w departamencie Jura. W 2013 roku populacja ówczesnej gminy wynosiła 67 mieszkańców.
Dnia 1 stycznia 2018 roku połączono dwie wcześniejsze gminy: Val-d’Épy oraz La Balme-d’Épy. Siedzibą gminy została miejscowość Val-d’Épy, a nowa gmina przyjęła jej nazwę.